# Vereinigte Flugtechnische Werke
La Vereinigten Flugtechnischen Werke (VFW) fu un'azienda aerospaziale tedesca di Brema. Creata nel 1961 dalla Focke-Wulf e dalla Weserflug venne fusa nel 1981 nella Messerschmitt-Bölkow-Blohm.

## Storia
Nel 1961 viene fondata dalla fusione di Focke-Wulf-Flugzeugbau GmbH e Weser-Flugzeugbau GmbH („Weserflug“) come Vereinigten Flugtechnischen Werken (VFW) con sede a Brema. Missione sociale era la progettazione e costruzione di velivoli da trasporto. Nel dicembre 1963 si diede avvio al progetto VFW 614.
Sin dall'inizio si occupò anche di attività spaziali con il nascente Entwicklungsring Nord (ERNO). Nel 1964 la divisione velivoli della Ernst Heinkel Fahrzeugbau venne anch'essa inglobata nella società.
Nel maggio 1969 avviene la fondazione della Zentralgesellschaft VFW-Fokker, joint-venture al 50% con la olandese Fokker. Nell'anno seguente nasce l'Airbus, con soci fondatori la francese Aérospatiale e la Deutsche Airbus GmbH, consorzio di Messerschmitt-Bölkow-Blohm (60%), Dornier (20%) e VFW-Fokker (20%).
Nel 1981 la VFW si fuse con la Messerschmitt-Bölkow-Blohm. La divisione spaziale ERNO dal 1982 diventerà MBB-ERNO. Nel 1988 la società occupava 40 000 collaboratori in 18 sedi diverse, al terzo posto in Europa come dimensione nell'industria aerospaziale. Alla fine del 1989 la MBB-ERNO entra nella Deutschen Aerospace AG (DASA) già divisione aerospazio della Daimler-Benz.

## Prodotti
Nel 1968 viene creato il VFW H-2, un autogiro leggero. L'anno successivo viene presentato l'elicottero VFW H-3. Una via di mezzo tra un elicottero e un autogiro.
Nel 1970 è la volta del VFW-Fokker VAK 191 B. Velivolo pensato per sostituire l'italiano Fiat G.91, con lo sviluppo congiunto di Fiat. Il VAK 191 era un mezzo con capacità VTOL. Fiat nel 1967 uscì dalla collaborazione e il velivolo rimase a livello prototipale con due esemplari volanti. Divennero poi sperimentali per il futuro Panavia Tornado. Il programma VAK 191 cessò nel 1972.
Nel 1974 il VFW-Fokker 614 venne messo sul mercato. Il VFW 614 fu il primo velivolo jet bimotore della Germania occidentale. Tre esemplari vennero nel 1977 dati alla Luftwaffe, utilizzati fino al 1998 dalla Flugbereitschaft des Bundesministeriums der Verteidigung. L'ultimo impiego del VFW 614 avvenne il 27 giugno 2012 da parte della Deutsches Zentrum für Luft- und Raumfahrt a Braunschweig (ATTAS-Projekt, Advanced Technologies Testing Aircraft System).